# 1839年香港
|        | 香港歷史 \| 香港歷史年表                                                                                                   |
| 世紀： | 18世紀香港 \| 19世紀香港 \| 20世紀香港                                                                                     |
| 年代： | 1800年代香港 \| 1810年代香港 \| 1820年代香港 \| 1830年代香港 \| 1840年代香港 \| 1850年代香港 \| 1860年代香港               |
| 年份： | 1835年香港 \| 1836年香港 \| 1837年香港 \| 1838年香港 \| 1839年香港 \| 1840年香港 \| 1841年香港 \| 1842年香港 \| 1843年香港 |
| 紀年： | 己亥年（猪年） |

## 大事記
- 7月7日，林維喜案，英商船水手酗酒與村民林維喜發生衝突，引發鬥毆，結果村民林維喜重傷不治，為引發第一次鴉片戰爭的導火線。此案司法管轄權理應屬大清，惟義律堅持回到船上按英國法律審理，引起外交衝突。